# Pieter Hellynck
Pieter Hellynck (Axel, 1533 - Brugge, 16 augustus 1568) was abt van de Abdij Onze-Lieve-Vrouw Ten Duinen te Koksijde.

## Levensloop
Pieter Hellynck werd in 1533 in Axel geboren, dat toen bij het Vlaanderen hoorde. Hij was nog erg jong toen zijn vader Jan Hellynck en zijn moeder Magriete Pieters overleden.
Na zijn schooltijd te Axel en Hontenisse trad hij in de Duinenabdij in. Hij studeerde theologie te Leuven.
In de abdij werd hij voorzanger, ontvanger en bestuurder van de uithoeve in Zande.
De Duinenabdij had op 15 augustus 1566 nog maar net een beeldenstorm doorstaan, toen op 27 augustus 1566 Pieter Hellynck als abt "Pieter V" werd aangesteld.
Het opruimen van de vernielingen na de beeldenstorm was zijn eerste zorg. De schade was enorm. Het interieur van de kerk was zwaar vernield. Bovendien waren voedselvoorraden verdwenen en de bibliotheek geplunderd en vernield.
Tegelijkertijd werden diverse landbouwgronden en de abdijgebouwen zelf door wandelende duinen met verzanding bedreigd.
Er kwam een koninklijk onderzoek naar de vernielingen na de beeldenstorm. De abt pleitte voor een verhuis naar het veilige Brugge maar hij kreeg geen gehoor.
Op 16 augustus 1568 overleed abt Pieter Hellynck te Brugge, waar de abdij nog beschikte over haar refugehuis.

## Monniken ten tijde van abt Pieter V Hellynck
- Thomas Gabyt (1506-1579) - Engelse monnik, verbleef vanaf 1567 in de Duinenabdij. Hij werd kapelaan in de Abdij Ter Hage te Axel en verhuisde in 1574 met de abdij naar Gent.